# Prainha (São Roque do Pico)
Prainha is een plaats (freguesia) in de Portugese gemeente São Roque do Pico en telt 612 inwoners (2001). De plaats ligt op het eiland Pico, onderdeel van de Azoren.